# Òrbita terrestre molt baixa
L'òrbita terrestre molt baixa és un rang d'altituds orbitals per sota dels 400 km (250 mi), i té una importància comercial creixent en una varietat d'escenaris i per a múltiples aplicacions, tant en operacions de satèl·lits artificials privades com governamentals. Les aplicacions inclouen observació de la Terra, radar, infrarojos, temps, telecomunicacions i accés a Internet rural, entre d'altres.

Comparació de les òrbites GPS, GLONASS, Galileo i COMPASS (satèl·lits d'òrbita terrestre mitjana) amb l'Estació Espacial Internacional, el Telescopi Espacial Hubble, les òrbites geoestacionàries i de cementiri i la mida nominal de la Terra.Per a aquest diagrama, s'ha aplanat l'aspecte tridimensional de les òrbites. Per exemple, la vista de la Terra representada mira cap avall cap al pol nord, cosa que fa que les representacions de l'òrbita semblin equatorials. Tot i que això és precís per a òrbites geoestacionàries, altres òrbites enumerades es troben en realitat amb inclinacions importants. La inclinació de les òrbites d'Iridium és de 86,4°, que és gairebé perpendicular al pla del diagrama. Mirant cap avall cap al pol nord des d'aquest zenit, una òrbita polar d'inclinació de 90° apareixeria en realitat com una línia recta.

## Interès
L'any 2009 els governs van començar a mostrar interès pels satèl·lits VLEO, com el satèl·lit científic de l'Agència Espacial Europea "Gravity Field and Steady-State Ocean Circulation Explore" (GOCE), dissenyat per prendre mesures precises del camp gravitatori de la Terra. Va demostrar una òrbita sostinguda d'entre 250 i 300 km (155-186 mi) durant tres anys del 2009 al 2013.
L'Agència Espacial Xinesa va llançar l'estació espacial Tiangong-1 a VLEO el 2011 orbitant a una mitjana de 355 km (220 mi), i el Tiangong-2 el 2016, ambdós que han desorbitat des de llavors. El Tiangong, llançat el 2021, opera a una distància d'aproximadament 350-450 km (217-280 mi).
L'Agència Espacial Japonesa, JAXA, va llançar el seu satèl·lit de prova d'altitud súper baixa, o SLATS ("Tsubame"), el 2017, l'òrbita del qual va disminuir lentament des d'una altitud inicial de 630 km (391 mi) per operar a set altituds diferents, a partir de 271 km (168 mi) fins a una altitud final de 167,4 km (104,0 mi).
Les empreses van prendre nota d'aquest interès creixent per VLEO. El 2016 Skeyeon va presentar la primera patent de satèl·lit VLEO que descriu el funcionament comercial dels satèl·lits en òrbites de 100 a 350. km (62-218 mi), amb plans per posar satèl·lits en òrbita VLEO. Empreses com Albedo, EOI Space, Thales Alenia Space i altres van anunciar plans en dates posteriors.
El juny de 2021, el "1r Simposi Internacional sobre Missions i Tecnologies VLEO", amb gairebé 200 assistents registrats de la indústria, el món acadèmic, les agències espacials i el govern. L'abril de 2022 DARPA va emetre una proposta per estudiar VLEO per a transmissions d'HF, i el desembre de 2022 s'esmenten els beneficis de VLEO com a possibilitat per a la futura tecnologia de comunicació 6G, utilitzant una constel·lació de petits satèl·lits a VLEO.
El Projecte 200 de Bellatrix Aerospace té com a objectiu construir un satèl·lit Ultra-Low Orbit que orbitarà a una alçada inferior a 200 quilòmetres. El 2026, espera llançar el seu primer satèl·lit.

## Beneficis
Els avantatges dels satèl·lits que operen a VLEO són molts, incloent; rendiment de satèl·lit inherentment més alt; costos de llançament i operació substancialment més baixos; càrregues útils de comunicació amb pressupostos d'enllaç significativament millors; i la creació d'òrbites autonetejants, solucionant essencialment el problema important de les deixalles espacials. Hipotèticament, l'aire prim també es pot recollir com a propulsor per contrarestar l'arrossegament atmosfèric de l'òrbita inferior.

## Balanç de l'enllaç

### Òrbites autonetejants
Si les òrbites VLEO són prou baixes, són essencialment autonetejants, solucionant el problema important de les deixalles espacials. Com que tant l'atracció gravitatòria com l'arrossegament atmosfèric són més grans en VLEO que en òrbites més altes, els vehicles en VLEO romandran allí fins que s'esgoti la seva propulsió o se'ls proveeix de combustible. Un cop s'acaba la propulsió, els vehicles més petits es cremaran en tornar a entrar, mentre que els més grans es cremaran i/o es trencaran, cosa que podria crear perills per a la Terra i els habitants de sota.

## Reptes
Hi ha diversos reptes per mantenir els satèl·lits operant a VLEO, que les òrbites més altes no tenen. Òrbites per sota d'uns 450 km (280 mi) requereixen l'ús de noves tecnologies perquè els satèl·lits funcionin, com ara ràfegues freqüents de propulsió, o fins i tot propulsió contínua (per exemple, GOCE), per contrarestar l'arrossegament atmosfèric i les forces gravitatòries més altes.

### Consum de combustible
El consum de combustible augmenta exponencialment com més a prop està l'òrbita de la Terra. L'Estació Espacial Internacional (ISS) va orbitar originalment a una mitjana de 350 km (217 mi) de la Terra, però es va augmentar a una mitjana de 400 km (248 mi) el 2011. Això va permetre a l'ISS passar d'un ús mitjà de combustible de 8.600 kg per any fins a 3.600 kg per any. Moure l'ISS una mitjana de 50 km (21 mi) més alt, de 350 a 400 km, va suposar una reducció del consum anual de combustible en un 58%. L'ISS ara requereix una reactivació només unes poques vegades a l'any a causa de la desintegració orbital.

### Arrossegament atmosfèric
Hi ha l'atmosfera residual a VLEO que crea un fregament significatiu als satèl·lits que planifiquen mantenir l'òrbita. A diferència de l'ISS a la frontera de les òrbites VLEO/LEO que es reabasteix de combustible per contrarestar la gravetat i l'arrossegament, una vegada que la majoria de les naus espacials LEO i GEO més grans aconsegueixen l'òrbita, requereixen poca o cap propulsió per mantenir l'òrbita. Els satèl·lits més petits, com ara els micro i nano satèl·lits, no estan construïts per al reabastament de combustible, i han de portar els seus propis satèl·lits o desenvolupar-los a partir dels recursos disponibles. Amb aquesta finalitat, diverses empreses i governs estan desenvolupant motors que utilitzen diferents conceptes per a la propulsió a VLEO. Les empreses NewOrbit Space i Kreios Space estan desenvolupant sistemes de propulsió de respiració d'aire per a satèl·lits VLEO. En particular, NewOrbit Space va poder operar i neutralitzar un motor d'ions completament a l'aire en una cambra de buit, una novetat en la indústria. Els resultats inicials de la companyia mostren un impuls específic de 6380 segons, accelerant l'aire entrant a més de 200.000 km/h. Això significa que el sistema de propulsió elèctrica que respira aire pot produir prou empenta per contrarestar l'arrossegament a l'atmosfera superior, permetent que les naus espacials funcionin de manera sostenible en VLEO per sota dels 200 km. Skeyeon té una patent sobre un sistema de propulsió que utilitza un motor iònic autosuficient. L'arrossegament de l'atmosfera residual també requereix un disseny aerodinàmic millorat de la nau espacial. Els dissenys actuals d'un gran objecte quadrat en òrbita amb panells solars enormes connectats, característiques de moltes naus espacials orbitals d'altitud més alta, no funcionaran a VLEO.

### Exposició a l'oxigen
A més, els satèl·lits del VLEO estan exposats a nivells molt alts d'oxigen elemental, també conegut com a oxigen atòmic (AO), una forma altament reactiva d'oxigen que corroeix la majoria de substàncies ràpidament. Això requereix l'ús de recobriments especials per protegir objectes i equips en aquesta òrbita. A l'òrbita VLEO, s'estima que fins al 96% de l'atmosfera és AO. A altituds VLEO, la quantitat total d'àtoms d'O augmenta exponencialment com més baixa és l'altitud, i és ordres de magnitud més gran que la que troba l'ISS a 400. km d'altitud. Qualsevol vehicle que passi més d'un mes en una òrbita VLEO necessitarà recobriments i protecció especials o es corroirà ràpidament. S'han desenvolupat materials per a l'ús de VLEO que ofereixen simultàniament dos avantatges clau: protecció contra els danys de l'AO i una superfície exterior atòmicament llisa que dispersa els àtoms d'AO de manera elàstica, donant lloc a la meitat de l'arrossegament dels materials tradicionals que promouen la dispersió difusa d'oxigen incident i altres àtoms. Aquests materials poden allargar la vida útil d'un satèl·lit VLEO reduint la corrosió i reduint l'arrossegament.

## Requisits de desorbitació
A causa dels plans de diverses empreses per crear grans constel·lacions de satèl·lits, algunes amb més de 10.000 satèl·lits, el 29 de setembre de 2022, la Comissió Federal de Comunicacions (FCC) va adoptar una nova regla. Els nous satèl·lits col·locats en òrbita han de desorbitar-se o bé ser col·locats en una òrbita de cementiri cinc anys després de la vida de la missió, reduït d'uns 25 anys després de la vida de la missió. Això s'aplica als satèl·lits amb llicència dels EUA, així com als d'altres països que busquen accedir al mercat dels EUA. Ara els propietaris de satèl·lits han de presentar plans de desorbitació amb les seves propostes de llançament, per ajudar a eliminar brossa espacial addicional. Això probablement inclourà reservar propelent per iniciar la desòrbita, augmentar els costos de llançament per transportar més combustible o disminuir la vida útil de la missió.
Els satèl·lits de VLEO també requeriran plans de desorbitació quan es completi una missió. No obstant això, a causa que l'arrossegament atmosfèric en VLEO és ordres de magnitud superior, el sistema de control d'actitud dels satèl·lits que normalment assegura que es mantinguin les direccions de balanceig, cabeceig i guidada del vehicle, es pot indicar que giri el satèl·lit a la seva superfície més alta mirant cap endavant. El disseny de vehicles més petits, amb una orientació d'arrossegament baixa durant l'operació i una alta orientació d'arrossegament després de la finalització de la missió, pot ser una opció de vehicle òptima per a òrbites VLEO i aprofitar les propietats d'auto-neteja inherents de l'arrossegament atmosfèric a la reentrada.